# Granard
Granard (in irlandese: Gránard) è una cittadina nella contea di Longford, in Irlanda.